# 美濃加茂市立加茂野小学校
美濃加茂市立加茂野小学校（みのかもしりつ かものしょうがっこう）は、岐阜県美濃加茂市にある公立小学校。 

## 通学区域
- 通学区域は加茂野町今泉、加茂野町鷹之巣、加茂野町市橋、加茂野町稲辺、加茂野町加茂野、加茂野町木野である。公立中学校の進学先は美濃加茂市立西中学校及び美濃加茂市富加町中学校組合立双葉中学校である[1]。

## 沿革
- 1873年(明治6年) - 啓童義校として発足する。[2]
- 1882年(明治15年) - 公立今泉小学校と改称。
- 1886年(明治19年) - 今泉簡易小学校と改称。
- 1898年(明治31年) - 今泉尋常高等小学校と改称し、高等科を設置する。
- 1941年(昭和16年) - 加茂野村立加茂野国民学校と改称。
- 1947年(昭和22年) - 加茂野村立加茂野小学校となる。
- 1954年(昭和29年) - 町村合併により、美濃加茂市立加茂野小学校に改称

## 周辺
- 美濃加茂加茂野簡易郵便局
- 加茂神社
- 加茂野保育園
- 加茂野交流センター
- 国道248号
- 岐阜県道346号富加坂祝線

## アクセス
- 長良川鉄道 加茂野駅

## 著名な卒業生
- 益山司（プロサッカー選手）
- 若山耀人（俳優）